# Töttös László
Töttös László, Bátmonostori (? - ? 1468) magyar birtokos.

## Életpályája
A Becsegergely nemzetségből származó Bátmonostori Töttös család sarja volt. Ősei közül Becsei Imre (1322–1331) Bars vármegye főispánja és lévai várnagy, kinek fia Töttös István 1334-ben barsi főispán, majd királyi főajtónálló és óbudai várnagy volt.
I. Lajos magyar király 1364-ben e Töttös fia László kérelmére, Zeliz, Udal és Nyir birtokokra vonatkozó oklevelét átírta. Ez a László lett a Báthmonostori Töttös család őse és 1379-ben Nyir, Kerek-Udvarhely és Mindszent-Malmos birtokába is beiktatták. Majd a 14. század elején Szalk, Szentmárton és azok tartozékai (Beledülés, Petlend, Csabony, Szentlőrinc) is a bátmonostori Töttös család birtokába került.
Bátmonostori Töttös László az ő leszármazottjuk volt, aki 1466-ban élt, ő volt az aki Várday István kalocsai és bácsi érseket testvérvé fogadta, minek értelmében, ha Töttös fiú utód nélkül halna el Szalk, Csabony, Szentmárton, Beledülése és Szentlőrinc István érsekre és unokaöccseinek, Várday Miklós fiainak: Miklós, Simon, Mátyás és Aladár kezébe kerülnének.
Töttös László 1468-ban halt meg, halálát követően e birtokok ténylegesen a Gutkeled nemzetségbeli Várday család birtokába jutottak, melyet az is megerősített, hogy Töttös László lánya előbb Várday Simon, majd annak halála után Várday János felesége lett. A Várday Jánossal való házasságából származó unokája, Katalin Csábrági Erdődy Bálint felesége volt, így a 16. század elején Szalk és Szentmárton birtokosaiként megjelentek az Erdődyek is.